# Jonas Olsson (fotbollsspelare född 1994)
Jonas Olsson, född 14 september 1994, är en svensk fotbollsmålvakt som spelar för GIF Sundsvall.

## Karriär
Olssons moderklubb är BKV Norrtälje. Därefter spelade han ungdomsfotboll i AIK. I mars 2014 lånades Olsson ut till division 1-klubben IK Frej. Efter säsongen blev det en permanent övergång till IK Frej för Olsson. I juli 2015 lånades han ut till division 2-klubben Sollentuna FK. Inför säsongen 2016 värvades Olsson av Sollentuna FK.
I januari 2019 återvände Olsson till IK Frej, där han skrev på ett ettårskontrakt med option på ytterligare ett år. Olsson gjorde sin Superettan-debut den 1 april 2019 i en 2–0-förlust mot IK Brage.
I december 2019 värvades Olsson av IF Brommapojkarna. I januari 2023 värvades Olsson av Degerfors IF, där han skrev på ett treårskontrakt.. Han lämnade dock Degerfors redan efter ett år och skrev inför säsongen 2024 på ett treårskontrakt med GIF Sundsvall i Superettan.